# 5233 Nastes
5233 Nastes este o planetă minoră (asteroid), cu un diametru de 29,035 km, din Asteroid troian al lui Jupiter. A fost descoperită pe 14 septembrie 1988 la Observatorio de Cerro Tololo⁠(d) de Schelte J. Bus și a fost numită după Nastes⁠(d). 
Obiectul prezintă o orbită caracterizată de o semiaxă mare de 5,1420333 UAi, o excentricitate de 0,0453508, o înclinație de 3,37796 ° în raport cu ecliptica.